# Noritake Takahara
Noritake Takahara (高原 敬武?, Takahara Noritake; Tokyo, 6 giugno 1951) è un pilota di Formula 1 giapponese che ha preso parte a due gran premi validi per il campionato mondiale di Formula 1. Ha corso le prime due edizioni del Gran Premio del Giappone, nel 1976 e nel 1977.
Fu il primo pilota nipponico ad esordire in una gara di Formula 1, anche se non valida per il Campionato Mondiale: il BRDC International Trophy del 1974 su una March, arrivando undicesimo a un giro dal vincitore James Hunt.
Nel 1976 venne ingaggiato dalla Surtees per correre il Gran Premio di casa. Qualificato ventiquattresimo fu capace di chiudere al nono posto, miglior risultato fra i tanti piloti nipponici iscritti.
Nel 1977 con la Kojima chiuse la gara per abbandono dopo essere partito diciannovesimo.

## Risultati in F1
| 1976 | Scuderia | Vettura |  |  |  |  |  |  |  |  |  |  |  |  |  |  |  |   |  | Punti | Pos. |
| ---- | -------- | ------- |  |  |  |  |  |  |  |  |  |  |  |  |  |  |  | - |  | ----- | ---- |
| 1976 | Surtees  | TS19    |  |  |  |  |  |  |  |  |  |  |  |  |  |  |  | 9 |  | 0     |      |

| 1977 | Scuderia           | Vettura |  |  |  |  |  |  |  |  |  |  |  |  |  |  |  |  |     | Punti | Pos. |
| ---- | ------------------ | ------- |  |  |  |  |  |  |  |  |  |  |  |  |  |  |  |  | --- | ----- | ---- |
| 1977 | Kojima Engineering | KE009   |  |  |  |  |  |  |  |  |  |  |  |  |  |  |  |  | Rit | 0     |      |

| Legenda | 1º posto     | 2º posto | 3º posto    | A punti         | Senza punti/Non class.  | Grassetto – Pole position Corsivo – Giro più veloce |
| Legenda | Squalificato | Ritirato | Non partito | Non qualificato | Solo prove/Terzo pilota | Grassetto – Pole position Corsivo – Giro più veloce |